# Athens Challenger 1986
L'Athens Challenger 1986 è stato un torneo di tennis facente parte della categoria ATP Challenger Series nell'ambito dell'ATP Challenger Series 1986. Il torneo si è giocato a Atene in Grecia dal 29 settembre al 5 ottobre 1986 su campi in cemento.

## Vincitori

### Singolare
Lars-Anders Wahlgren ha battuto in finale  Hans-Dieter Beutel con il punteggio di 6–4, 6–3

### Doppio
Wolfgang Popp /  Udo Riglewski hanno battuto in finale  Stefan Svensson /  Lars-Anders Wahlgren con il punteggio di 2–6, 6–2, 7–6